# لويس ميغيل نورييغا
لويس ميغيل نورييغا (بالإسبانية: Luis Miguel Noriega) هو لاعب كرة قدم مكسيكي في مركز الوسط، ولد في 17 أبريل 1985 في Tepotzotlán ‏ في المكسيك. شارك مع منتخب المكسيك لكرة القدم. أما مع النوادي، فقد لعب مع نادي بويبلا ونادي تشياباس.

## وصلات خارجية
- لويس ميغيل نورييغا على موقع قاعدة بيانات كرة القدم.إي يو (الإنجليزية)
- لويس ميغيل نورييغا على موقع ناشيونال فوتبول تيمز (الإنجليزية)
- لويس ميغيل نورييغا على موقع Soccerway.com (الإنجليزية)
- لويس ميغيل نورييغا على موقع AS.com (الإسبانية)